# Bufo-filipino
Bufo-filipino  (Bubo philippensis) é uma espécie de ave estrigiforme pertencente à família Strigidae.